# Даунтонска опатија (1. сезона)
Даунтонска опатија (енгл. Downton Abbey) je британска драмска ТВ серија. У првој сезони је снимљено 7 епизода, а емитована је од 26. септембра до 7. новембра 2010. године на ITV. ДВД са свим епизодама прве сезоне издат је 8. новембра 2010. године.

## Радња
Прва сезона серије прати живот аристократске породице Кроли и њихове послуге од потапања Титаника у априлу 1912. до избијања Првог светског рата 4. августа 1914. године.
Роберт и Кора Кроли, лорд и леди од Грантама, имају три ћерке — Мери, Идит и Сибил, али немају мушких потомака, те ће по закону њихово велико имање припасти најближем рођаку уместо њиховој најстаријој кћерки Мери. Леди Мери је пристала да се уда за свог другог рођака Патрика, сина тадашњег претпостављеног Џејмса Кролија. Серија почиње дан након потапања Титаника у априлу 1912, када Кролијеви сазнају да су и Џејмс и Патрик погинули у потапању. У потрази за новим наследником, налазе још даљег мушког рођака, Метјуа Кролија, адвоката, припадника средње класе. Упркос њиховој понизности и љупкости, Метјуа и његову мајку Изобел не дочекује топла добродошлица. Мери и њена баба ће искористити сваку прилику да их понизе и ставе им до знања да нису исти ниво. Међутим, гроф и грофица ће се трудити да се према њима опходе онако како доликује и како заслужују, па макар то било противно жељама њихових кћерки и мајке. Радња се у почетку усредсређује на однос између леди Мери и Метјуа, који се одупире прихваћању аристократског начина живота, док се леди Мери опире чињеници да јој се нови наследник допада.
Послугу породице предводе лојални господин Карсон (батлер) и госпођа Хјуз (домаћица). Госпођа Патмор је куварица, Дејзи је њена помоћница, а Ана је собарица, која се заљубљује у Џона Бејтса, новог личног слугу лорда Грантама. Томас Бароу, хомосексуалац, амбициозног млади лакеј, замера Бејтсу преузимање позиције коју је желео за себе. Бејтс и Томас остају у сукобу док Бароу покушава да саботира сваки Бејтсов потез. Након што је сазнао да је Бејтс недавно пуштен из затвора, Томас и госпођица О'Брајен (лична слушкиња леди Грантам) почињу немилосрдну свађу која готово доводи Кролијеве у скандал. Томас и О'Брајенова стварају расуло у живота већине послуге. Када је Томас ухваћен у крађи, он одлучује да се придружи медицинском корпусу Краљевске војске. Вилијам је други лакеј и несрећно је заљубљен у Дејзи.
Крајем сезоне, Метју проси Мери. Међутим након што њена мајка остане трудна, због евентуалне могућности да је дете мушко и да због њега Метју остаје без наследства, Мери га одбија, на наговор тетке Розамунд. Још један разлог је тај што је, пре брака, спавала са гостом у Даунтону, турским амбасадором, Кемалом Памуком (који је преминуо у кревету), што је у то време било незамисливо. Повређени Метју напушта Даунтон. За то време, Кора помаже Вајолет да нађе личну слушкињу, међутим О'Брајенова их чује и мисли како Кора жели да је замени. Током купања, подмеће јој сапун на под, те се Кора оклизне и губи дете. О'Брајенова убрзо схвата какву је ужасну грешку направила. У последњој сцени сезоне, током забаве у башти, Роберт Кроли, лорд Грантам, добија телеграм у коме је обавштен да је проглашен Први светски рат. Тиме се завршава прва сезона Даунтонске опатије.

## Улоге

### Главне улоге

#### Породица Кроли
- Хју Боневил као гроф Роберт Кроли — лорд Грантам, глава породице Кроли
- Елизабет Макгаверн као грофица Кора Кроли — леди Грантам, Робертова супруга
- Меги Смит као грофица Вајолет Кроли — грофица од Грантама, Робертова конзервативна мајка
- Мишел Докери као леди Мери Кроли, Робертова и Корина најстарија ћерка, хладна, безосећајна
- Лора Кармајкл као леди Идит Кроли, Робертова и Корина средња ћерка, несрећна у љубави
- Џесика Браун Финдли као леди Сибил Кроли, Робертова и Корина најмлађа ћерка, заинтересована у политику
- Ден Стивенс као Метју Кроли, Робертов наследник
- Пенелопи Вилтон као Изобел Кроли, Метјуова мајка

#### Послуга
- Џим Картер као Чарлс Карсон, батлер, неизмерно одан породици Кроли
- Филис Логан као Елси Хјуз, домаћица
- Шивон Финеран као Сара О'Брајен, лична слушкиња Коре Кроли, негативац
- Брендан Којл као Џон Бејтс, лични слуга Роберта Кролија
- Џоана Фрогат као Ана Смит, лична слушкиња леди Мери, Идит и Сибил Кроли
- Роб-Џејмс Колијер као Томас Бароу, први подбатлер, геј, негативац
- Томас Хауз као Вилијам Мејсон, други подбатлер, заљубљен у Дејзи
- Лесли Никол као Берил Патмор, куварица
- Софи Макшера као Дејзи Робинсон, кухињска слушкиња
- Роуз Лесли као Гвен Досон, слушкиња
- Ален Лич као Том Брансон, шофер
- Кевин Дојл као Џозеф Молзли, Метјуов лични слуга

### Епизодне и гостујуће улоге
- Саманта Бонд као леди Розамунд Пејнсквик, Робертова сестра
- Роберт Батхерст као сер Антони Стралан, породични пријатељ Кролијевих
- Дејвид Роб као Ричард Кларксон, доктор
- Брендан Патрикс као Евелин Нејпијер, удварач леди Мери
- Чарли Кокс као Филип - војвода од Кроубороа, удварач леди Мери
- Тео Џејмс као Кемал Памук, турски амбасадор, спавао са леди Мери
- Џонатан Кој као Џорџ Мари, Робертов адвокат
- Ники Хенсон као Чарлс Григ, Карсонов бивши пријатељ и колега

## Епизоде
| Бр. еп. (укупно) | Бр. еп. (у сезони) | Наслов | Редитељ         | Сценариста                     | Премијера           | Гледаност у УК (милиони) |
| --- | ------------------ | ------ | --------------- | ------------------------------ | ------------------- | ------------------------ |
| 1 | 1                  |        | Брајан Персивал | Џулијан Фелоуз                 | 26. септембар 2010. | 9.25                     |
| Април 1912. Долазе вести које прете опстанку Даунтонске опатије. Рођак лорда Грантама, Џејмс Кроли, претпостављени наследник имања и његов син, Патрик, преминули су приликом потапања Титаника, па су Кролијеви принуђени да траже новог наследника. Они долазе до Метјуа Кролија, далеког рођака, припадника средње класе, ког нико из породице не познаје. Робертова мајка, Вајолет, снажно се противи томе и сматра да би Робертова најстарија ћерка Мери требало да наследи имање и одлучна је да поништи закон по ком наследници морају бити мушкарци. У међувремену, лорд Грантам унајмљује новог личног слугу, Џона Бејтса, његовог пријатеља из војске. Бејтса кућа лоше прихвата. Батлера, господина Карсона, иритира што је Бејтс инвалид и хода са штаком, а лакеј Томас му замера преузимање посла који је он желео. Ипак, собарици Ани се Бејтс допадне. У септембру, породицу посећује млади војвода од Кроубороа. Породица мисли да је он заинтересован да ожени Мери, најстарију ћерку лорда Грантама. Открива се да је војвода некада имао романтичну везу са Томасом, лакејем, који га је информисао да би Мери могла постати наследница и да, уколико се венчају, он заузврат постане њихов батлер. Епизода се завршава тако што млади Метју и његова мајка Изобел сазнају да би Метју могао бити нови наследник. |                    |        |                 |                                |                     |                          |
| 2 | 2                  |        | Бен Болт        | Џулијан Фелоуз                 | 3. октобар 2010.    | 9.97                     |
| Септембар 1912. Метју Кроли и његова мајка Изобел се усељавају у кућу Кролијевих у селу Даунтон. Када посете Даунтонску опатију, Вајолет и леди Мери су отворено непријатељски настројене. Породице доживљавају непријатности због различитих позадина и Метју шокира Вајолет кад објави да планира да настави да ради као адвокат. Изобел је обучена за медицинску сестру током Другог бурског рата и одлучује да се укључи у рад локалне болнице. У међувремену, породични батлер Карсон је бивши музичар и уцењује га бивши партнер, Чарлс Григ. Лорд Грантам је одушевљен Карсоновом позадином и плаћа Григу. Нетрпељивост између Изобел и Вајолет ескалира када Изобел убеђује доктора Кларксона, лекара у локалној болници, да изведе перикардиоцентезу на пацијенту који пати од отока. Вајолет покушава да заустави ово, али захват се показује као успешан и Роберт проглашава Изобел директором болнице. Вајолет почиње да разматра могућност да се Мери уда за Метјуа, али она је против. |                    |        |                 |                                |                     |                          |
| 3 | 3                  |        | Бен Болт        | Џулијан Фелоуз                 | 10. октобар 2010.   | 8.97                     |
| Март 1913. Евелин Нејпијер, племићки син и Мерин удварач, посећује породицу са очаравајућим турским дипломатом, Кемалом Памуком, који је дошао у Лондон на конференцију и обара Мери с ногу. Идит нуди Метјуу да га поведе у обилазак локалних цркви, али је разочарана кад схвати да њега више интересују грађевине него она. Собарица Гвен крије да иде на курс за секретарицу. Повређује је неодобравање и скептичност остатка послуге, али леди Сибил, Бејтс и Ана је охрабрују да настави. Током вечере, леди Мери флертује са Кемалом Памуком, али кад је он пољуби, она га одбија. Памук те ноћи тајно долази у Мерину собу и заводи је, али умире током вођења љубави с њом. Како би избегла скандал, Мери убеђује своју слушкињу Ану и своју мајку Кору да јој помогну да пренесе Памуков леш у његову собу. Кора је ужаснута, али обећава да ништа неће рећи Роберту. Непознато њима, кухињска слушкиња Дејзи их је видела како носе тело. |                    |        |                 |                                |                     |                          |
| 4 | 4                  |        | Брајан Кели     | Џулијан Фелоуз, Шила Стивенсон | 17. октобар 2010.   | 9.70                     |
| Мај 1913. Путнички вашар стиже у суседно село. Ана се разболи и остаје у кревету, а посећује је господин Бејтс. Госпођа Хјуз, домаћица, поновно је уједињена с бившим удварачем, који је проси, али га она одбија. Како би изнервирао другог лакеја, Вилијама, Томас позове Дејзи да са њим обиђе вашар, знајући да је Вилијам заљубљен у Дејзи. Молзли пати од алергијске реакције, коју Вајолет исправно дијагностификује, након што је Изобел претпоставила да се ради о еризипелу. Карсон се плаши да у Даунтону постоји лопов након што је направио попис винског подрума. Леди Сибил наставља да експериментише са феминизмом, потпомогнута и надахнута новим, политички оријентисаним ирским возачем, Томом Брансоном. Након што је посетила свог кројача, Сибил шокира целу породицу када се на вечери појављује у панталонама. |                    |        |                 |                                |                     |                          |
| 5 | 5                  |        | Брајан Кели     | Џулијан Фелоуз                 | 24. октобар 2010.   | 9.40                     |
| Август 1913. Бејтс открива да Томас краде вино из подрума. Забринут због тога што ће бити пријављен, Томас покушава да смести Бејтсу крађу, али његови планови су осујећени. Ана признаје господину Бејтсу да га воли, али он каже да не могу бити заједно. У међувремену, гласине почињу да круже о леди Мери и „згодном Турчину”. Дејзи је све теже да не исприча оно чему је била сведок, а након наговора госпођице О'Брајен, Дејзи све признаје леди Идит, која пише турском амбасадору, како би се осветила Мери. На годишњој изложби цвећа, Изобел доводи у питање Вајолетино стално побеђивање и уместо тога подржава цвеће Молзлијевог оца, што додатно љути Вајолет. |                    |        |                 |                                |                     |                          |
| 6 | 6                  |        | Брајан Персивал | Џулијан Фелоуз, Тина Пеплер    | 31. октобар 2010.   | 9.84                     |
| Мај 1914. Интересовање леди Сибил за политику и женска права додатно распламсавају предстојећи избори и разлог су великог неслагања ње и њеног оца. Трачеви о леди Мери и „згодном Турчину” се појачавају. Вајолет се суочава са Кором која јој признаје истину. Идит се допадне сер Антони Стралан, Мерин удварач и породични пријатељ, а симпатије су обостране. Госпођица О'Брајен и Томас настављају заверу против Бејтса, покушавајући да му сместе крађу боце вина. Бејтс открива Карсону да је некад био пијанац и да је био у затвору због крађе. Карсон није вољан да га отпусти, сумњајући да постоји још нешто шта је прећутао. Сибил натера Брансона да је одведе на протест под лажним изговором да жели да присуствује пребројавању гласова на изборима. Повређена је током туче, али Метју, који се случајно појављујe, и Брансон је спашавају. Лорд Грантам криви Брансона, али Сибил га брани. Касније те ноћи, Мери и Метју признају љубав једно другом и Метју је проси, али она осећа да не може да пристане а да му не исприча своју скандалозну тајну. Вајолет се извињава Кори због њеног ранијег оштрог поступања. Када леди Мери сазна да је мајка лакеја Вилијама тешко болесна, договара да је он посети. Ана каже господину Бејтсу да не жели да он напусти Даунтон и они се замало пољубе. |                    |        |                 |                                |                     |                          |
| 7 | 7                  |        | Брајан Персивал | Џулијан Фелоуз                 | 7. новембар 2010.   | 10.77                    |
| Јул—август 1914. Тензије се шире након атентата на аустријског престолонаследника Франца Фердинанда. Породица се враћа из Лондона након Сибилиног дебитантског бала, али Мери остаје са својом тетком Розамунд и пита је за савет да ли да се уда за Метјуа. Кора открива да је трудна, што значи да уколико је беба мушко, Метју неће бити наследник. Мери сазнаје од Нејпијера да је Идит потпалила трачеве о њој и Памуку и да је она информисала турску амбасаду. Госпођица О'Брајен говори Карсону да док је Бејтс био војник, украо је сребрнину, али након разговора са његовом мајком, Ана сазнаје да је заправо његова супруга украла сребрнину и да је Бејтс преузео кривицу. Пошто се вид госпође Патмор, куварице, погоршава, лорд Грантам је шаље на операцију катаракте у Лондон. Метјуа љути то што Мери оклева да се уда за њега након сазнања да можда неће наследити Даунтон и говори јој да би на њену одлуку једино требало да утиче љубав. Пред рат, Томас се учлањује у медицински корпус војске. Мери се суочава са Идит око откривања њене тајне, најављујући своју освету. Након што је сазнала да сер Ентони Стралан планира да запроси Идит на баштенској забави на имању, Мери успева да га убеди да Идит мисли да је он стар и досадан, па он одустаје од просидбе и одлази. О'Брајенова је чула како Кора помаже Вајолет да пронађе личну слушкињу и погрешно протумачила да Кора жели да је замени, па јој током купања подмеће сапун на под како би се оклизнула. Она брзо зажали, али не успева да упозори Кору пре него што се оклизнула, пала и изгубила дете. У Даунтон је уведен телефон, па леди Сибил добија могућност да помогне слушкињи Гвен да добије посао дактилографкиње у једној компанији. Мери је спремна да се уда за Метјуа, али Метју сумња у њене мотиве јер је одлуку донела након Кориног побачаја и напушта Даунтон. Током баштенске забаве, Роберт прима телеграм у ком је обавештен да је Уједињено Краљевство прогласило рат Немачкој, чиме је почео Први светски рат. |                    |        |                 |                                |                     |                          |

## Критички пријем
Прва сезона Даунтонске опатије добила је универзално и широко критичко признање, као и комерцијални успех.
Дана 14. јула 2011, Даунтонска опатија је била номинована за 11 награда Еми, освојивши 6, укључујући награде за најбољу мини-серију, најбољу режију мини-серије, филма или драмског специјала, најбољи сценарио мини-серије, филма или драмског специјала и најбољу споредну глумицу у мини-серији или филму за Меги Смит (Вајолет), која је исту награду опет добила следеће године, за 2. сезону.
Серија је у првој сезони такође добила креативну награду Еми за најбоље костиме у мини-серији, филму или специјалу и најбољу кинематографију у мини-серији или филму.

## Занимљивости
- Сексуални скандал између леди Мери и Кемала Памука инспирисан је истинитим догађајем. Један дипломата заиста јесте умро у кревету домаћинове ћерке и тајно је враћен у своју собу.[2]